# Distrikt Gregorio Pita
Der Distrikt Gregorio Pita liegt in der Provinz San Marcos in der Region Cajamarca in Nordwest-Peru. Der Distrikt wurde am 11. Dezember 1982 gegründet. Benannt wurde er nach Gregorio Pita Vallejo, einem Kriegshelden im Salpeterkrieg Ende des 19. Jahrhunderts, der u. a. in dieser Region stattfand.
Der Distrikt hat eine Fläche von 221 km². Beim Zensus 2017 wurden 5461 Einwohner gezählt. Im Jahr 1993 lag die Einwohnerzahl bei 8002, im Jahr 2007 bei 7018. Sitz der Distriktverwaltung ist die auf einer Höhe von 2697 m gelegene Ortschaft Paucamarca mit 340 Einwohnern (Stand 2017). Paucamarca befindet sich 7 km nördlich der Provinzhauptstadt San Marcos.

## Geographische Lage
Der Distrikt Gregorio Pita liegt in der peruanischen Westkordillere im Nordwesten der Provinz San Marcos. Der Río Muyoc durchquert den Distrikt in südlicher Richtung und entwässert einen Großteil des Areals zum Río Cajamarca, einem Zufluss des Río Marañón.
Der Distrikt Gregorio Pita grenzt im Westen an die Distrikte Matara, Namora und La Encañada (alle drei in der Provinz Cajamarca), im Norden an den Distrikt Oxamarca (Provinz Celendín), im Osten an den Distrikt José Sabogal sowie im Süden an den Distrikt Pedro Gálvez.

## Ortschaften
Im Distrikt gibt es neben dem Hauptort folgende größere Ortschaften:
- Carbon Bajo
- Huanico
- Illuca
- La Laguna
- Manzanilla
- Muyoc
- Rambran
- Rio Seco
- Ullillin